# Batang Serosa
Batang Serosa is een bestuurslaag in het regentschap Bengkalis van de provincie Riau, Indonesië. Batang Serosa telt 2334 inwoners (volkstelling 2010).